# 淮海西路338号
淮海西路338号（又称佛兰克林住宅、宋庆龄旧居、宋庆龄儿童福利基金会旧址、淮海西路338号住宅）位于中華人民共和國上海市長寧區淮海西路338号，1931年建成，设计师为哈沙德，占地面积5500平方米，建筑面积约400平方米，為美国初期南方殖民地住宅风格，屋顶有老虎窗，曾作为中央银行俱乐部使用，1927年至1946年期间宋庆龄在这里居住。1947年7月2日作为江泽民1947届毕业会地点。现為上海解放军海军第四五五医院一部分。已列为上海市优秀历史建筑

。